# نظرية غالوا

شبكية diagram of adjoin the positive square roots of 2 and 3, its subfields, and Galois groups.

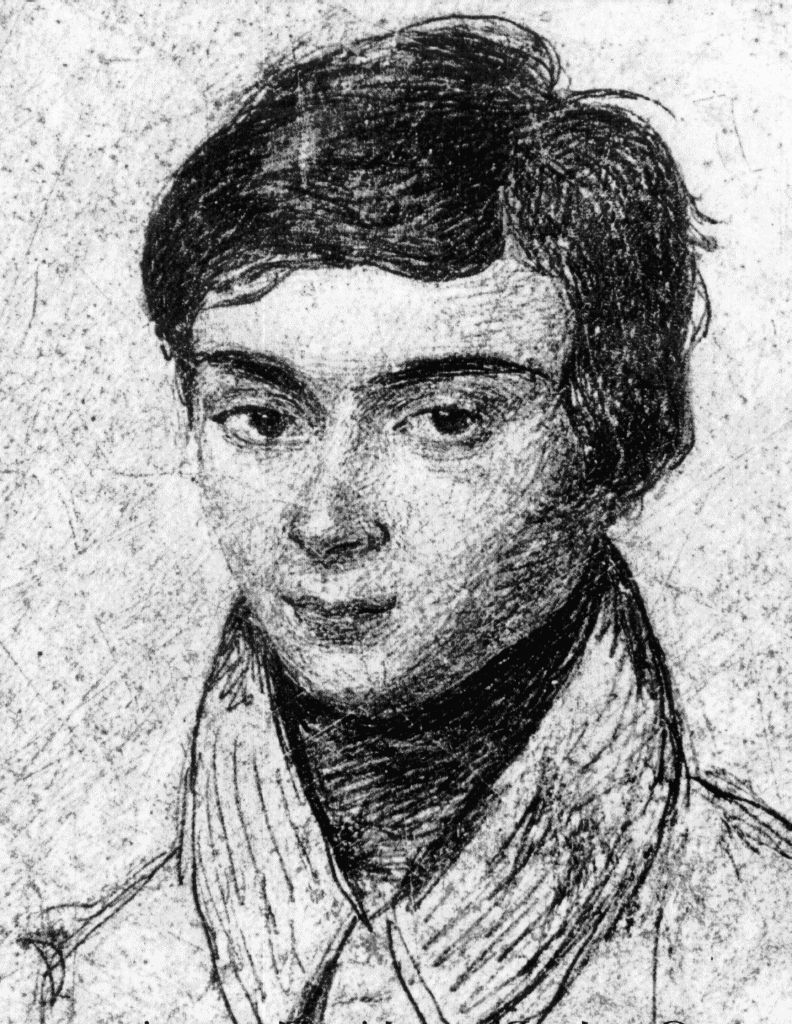
إيفاريست غالوا(1811-1832)

في الرياضيات، وبالتحديد في الجبر التجريدي، نظرية غالوا (بالإنجليزية: Galois theory)‏، المسماة هكذا نسبة لعالم الرياضيات الفرنسي إيفاريست غالوا، تعطي صلة بين نظرية الحقول من جهة، ونظرية الزمر من جهة ثانية. باستعمال نظرية غالوا، يمكن تبسيط مجموعة من المعضلات من نظرية الحقول إلى نظرية الزمر، التي تعتبر أكثر بساطة وأكثر فهما.
اقترح غالوا دراسة جذور متعددات الحدود بدلا من دراسة متعددات الحدود ذاتها. مكنه ذلك من تصنيف المعادلات الحدودية إلى ما هن قابلات للحلحلة بالجذور، نظرا إلى خصائص زمرة التبديلات التي تكونها جذور الحدودية، وإلى ما هن غير ذلك.
نشر عملَ غالوا جوزيف ليوفيل أربعة عشر سنة بعد وفاته. أستغرقت النظرية أكثر من ذلك من الوقت لكي تنتشر في أوساط علماء الرياضيات ولكي تفهم بشكل جيد.

## التطبيق على المعضلات الاعتيادية
ميلاد نظرية غالوا استمد أصلا من السؤال التالي، والذي تجيب عليه مبرهنة أبيل-روفيني.
لماذا ليس هناك صيغة لجذور المعادلات الحدودية من الدرجة الخامسة فما فوق، بدلالة معاملات هاته الحدوديات، باستعمال العمليات الجبرية الاعتيادية (الجمع والطرح والضرب والقسمة) وبتطبيق الجذور (أي الجذر المربع والجذر المكعب وما إلى ذلك).
ليس فقط نظرية غالوا تعطي جوابا جميلا لهذا السؤال، بل تفسر أيضا لماذا يمكن حلحلة المعادلات من الدرجة الرابعة فما أدنى بالطريقة المذكورة أعلاه، ولماذا هذه الحلول تأخذ الشكل الذي تأخذه. بالإضافة إلى ذلك، تعطي نظرية غالوا الوسائل الواضحة اللائي يمكنن من القول أن معادلة ما بشكل معين من درجة عالية يمكن أن تحلحل بالطريقة الموصوفة أعلاه.
كما تعطي نظرية غالوا نظرة واضحة حول المسائل المتعلقة بمعضلات إنشاءات الفرجار والمسطرة. إنها تحدد بشكل أنيق النسب بين أطوال القطع اللائي يمكن رسمهن باستعمال هذه الطريقة. وبذلك، يمكن الإجابة بشكل سهل عن بعض المعضلات الكلاسيكية في الهندسة الرياضية كما يلي:
أي مضلع منتظم هو مضلع قابل للإنشاء ؟
لماذا يستحيل تثليث الزاوية (قسمة الزاوية إلى ثلاث زوايا متساوية)، باستعمال الفرجار والمسطرة ؟

## التاريخ
انظر أيضا: جبر تجريدي.
تنبثق نظرية غالوا من دراسة الدوال التماثلية. معاملات متعددةٍ ما للحدود واحدية المدخل، هن متعددات تماثلية ابتدائية للحدود متغيراتهن هن جذور متعددة الحدود هذه. على سبيل المثال، (x – a)(x – b) = x2 – (a + b)x + ab حيث 1 و a+b و ab هن ثلاث متعددات تماثلية للحدود من الدرجة الصفر والدرجة الأولى والدرجة الثانية، متغيراتها الاثنين هن a و b.
وثق هذه الصيغ عالم الرياضيات الفرنسي فرانسوا فييت والذي عاش خلال القرن السادس عشر من خلال صيغه المعروفة باسم صيغ فييت، حين تكون هذه الجذور حقيقية وموجبة.
مثل المقال الذي كتبه عالم الرياضيات الفرنسي الإيطالي جوزيف لويس لاغرانج عام 1770، والذي يحمل عنوان تخمينات حول الحلحلة الجبرية للمعادلات  خطوة إضافية.

## مقاربة إلى نظرية غالوا من خلال زمر التبديلات

### المثال الأول: المعادلات التربيعية
لتكن المعادلة التربيعية التالية:
{\displaystyle x^{2}-4x+1=0.}
باستعمال صيغة حلحلة المعادلات التربيعية، يحصل على ما يلي:
{\displaystyle {\begin{aligned}A&=2+{\sqrt {3}},\\B&=2-{\sqrt {3}}.\end{aligned}}}
الجذران {\displaystyle A} و{\displaystyle B} يحققان المعادلتين التاليتين:{\displaystyle A+B=4}
و:{\displaystyle AB=1}
إذا أخذ {\displaystyle A} مكان {\displaystyle B} و{\displaystyle B} مكان {\displaystyle A} في هاتين المعادلتين، فإننا نحصل على معادلتين أخرتين، صحيحتين أيضا. على سبيل المثال، المعادلة {\displaystyle A+B=4} تصير {\displaystyle B+A=4}.
يُستنتج من ذلك أن زمرة غالوا المتعلقة بمتعددة الحدود {\displaystyle x^{2}-4x+1} هي زمرة مكونة من تبديلتين اثنتين، أولاهما هي التبديلة المحايدة (التي تترك كل عنصر على حاله)، وثانيهما هي التبديلة التي تستبدل العنصر الأول بالثاني والثاني بالأول. هي زمرة دائرية درجتها اثنان. هي إذن زمرة مساوية الشكل ل Z/2Z.
انظر إلى متعددة حدود تماثلية وإلى تبديل دائري.

### المثال الثاني: المعادلات الرباعية
لتكن المعادلة الرباعية التالية:
{\displaystyle x^{4}-10x^{2}+1,}
والتي يمكن أن تكتب أيضا كما يلي:
{\displaystyle \left(x^{2}-5\right)^{2}-24.}
نحاول أن نصف زمرة غالوا المتعلقة بمتعددة الحدود هذه، عبر مجموعة الأعداد الجذرية. لهذه المعادلة أربعة جذور هن:
{\displaystyle {\begin{aligned}A&={\sqrt {2}}+{\sqrt {3}},\\B&={\sqrt {2}}-{\sqrt {3}},\\C&=-{\sqrt {2}}+{\sqrt {3}},\\D&=-{\sqrt {2}}-{\sqrt {3}}.\end{aligned}}}
هناك أربعة وعشرون تبديلة لهذه الجذور ({\displaystyle 4!=24})، ولكن لسن كلهن أعضاء من زمرة غالوا (أي أن ليس كلهن ينتمين إلى زمرة غالوا المتعلقة بمتعددة الحدود هذه).
على سبيل المثال، مجموع العنصرين الأول والأخير من مجموعة الجذور الأربعة، كما جئن في الترتيب أعلاه، يساوي الصفر. أيضا، مجموع العنصرين الثاني والثالث يساوي الصفر. هذا يقصي من زمرة غالوا التبديلة (A, B, C, D) → (A, D, C, B).
زمرة غالوا تتكون من أربعة عناصر (أربعة تبديلات) هن:
(A, B, C, D) → (A, B, C, D)
(A, B, C, D) → (B, A, D, C)
(A, B, C, D) → (C, D, A, B)
(A, B, C, D) → (D, C, B, A)
هذا يعني أن زمرة غالوا هي زمرة متساوية الشكل مع زمرة كلاين رباعية العناصر.

## مقاربة عصرية من خلال نظرية الحقول
انظر إلى امتداد الحقول وإلى التماثلات الذاتية.

## زمر قابلة للحلحة والحلحلة بالجذور
يمكن مفهوم زمرة قابلة للحلحلة في نظرية الزمر من تحديد ما إذا كانت متعددة حدود ما قابلة للحلحلة بالجذور، من عدمه.